# Emile Haag
Emile Haag (Hunsdorf, 24 de juliol de 1942) és un historiador, periodista i sindicalista luxemburguès, que va dirigir l'Ateneu de Luxemburg. Des de 1987 ha estat el president nacional de la confederació de treballadors governamentals. El 1997 va ser nomenat comandant de l'Orde de la Corona de Roure. Entre 2005 i 2015 va ser, també, president de la cambra d'empleats públics, i el 29 de juny de 2015 en seria nomenat president d'honor.

## Biografia
Nascut a Hunsdorf, Emile Haag va estudiar història a Ais de Provença i París després de ser alumne del Lycée classique de Diekirch. Després de completar el servei militar, es va doctorar el 1968 i es va convertir en professor de l'Ateneu de Luxemburg. El 1981 va ser nomenat subdirector, i des de 1993 fins al a 2007 va ser dirigir aquesta escola. Des de 1969 Haag també va ensenyar al Centre Europeu Dolibois de la Universitat Miami, a Luxemburg. Entre 1971 i 1973 també va ser professor convidat a la Universitat Miami i va rebre un premi per la seva tasca.
Des de 1973 fins a 1980 va ser investigador dels Arxius Nacionals de Luxemburg, i més tard va ser professor d'història moderna de la Universitat de Luxemburg. Des de 1978 ha estat membre de la secció d'història de l'Institut Gran Ducal i des de 2008 va ser el president de la Unió Luxemburguesa per a la Història i el Patrimoni. El 2015, va publicar The Rise of Luxembourg from Independence to Success, un llibre on narra la història recent de Luxemburg.

## Obra publicada
- Une réussite originale - Le Luxembourg au fil des siècles; Lëtzebuerg (Éditions Guy Binsfeld), 2011; 576 Säiten (ill.); ISBN 978-2-87954-235-5
- The Rise of Luxembourg from Independence to Success. 1815 - 2015 : A Historical Portrait - Two Hundred Years of modern Luxembourg History; Lëtzebuerg (Sankt Paulus Verlag), 2015.
- Les gouvernements luxembourgeois face aux grandes crises 1867, 1919, 1940. In: Mémorial 1989 - La société luxembourgeoise de 1839 à 1989; Les Publications mosellanes, 1989; S. 144-155.
- (amb Émile Krier: 1940 - L'année du dilemme. La Grande-Duchesse et son gouvernement pendant la Deuxième Guerre mondiale. Luxembourg : RTL-édition, 1987; Esch-sur-Alzette, Éditpress.
- Die Luxemburger Gesellschaft für deutsche Literatur und Kunst (Gedelit). In: Hémecht, Jg. 28(1976), H. 1, p. 5-26; H. 2, S. 101-128; H. 3, S. 285-320; Jg. 29(1977), H. 2, S. 133-171.
- Was wollte Bismarck mit der Luxemburger Affäre 1867 ? In: Hémecht, Jg. 23(1971), H. 1, S. 43-58.
- Der Luxemburger Staat - der "eingebildete Kranke" ; in: Télécran 02 / 2013; S. 34-35.
- <<La nationalité luxembourgeoise, épine dorsale de l'État>> - Émile Haag, président du [sic] CGFP, explique la position de son syndicat sur la question du droit de vote des étrangers et de la nationalité; in: forum, Nr. 326, Februar 2013; Ss. 38-40.
- <<La chance sourit à ceux qui la saisissent.>> - Petite flânerie dans les méandres du passé...; in: annALes de l'Athénée / d'annALe vum Staadter (sic) Kolléisch, 07/2013-2014; Lëtzebuerg (Drock: saint-paul luxembourg), Sept. 2014; Ss. 366-371 (ill.). ISBN 978-99959-631-6-3